# Sherman Kent
Sherman Kent (6 dicembre 1903 – 11 marzo 1986) è stato uno storico statunitense, professore di storia dell'università Yale e pioniere dei metodi d'analisi dell'intelligence. È spesso ricordato come "il padre delle analisi d'intelligence".

## Biografia
Kent si laureò alla Thacher School e all'Università Yale, dove studiò storia europea con l'intenzione d'intraprendere la carriera accademica. Dopo la laurea passò diversi mesi nelle insegnamento e nella ricerca, ma con l'inizio della guerra in Europa si unì all'Office of Strategic Services (OSS). Dapprima prestò servizio nel settore ricerca e analisi dell'OSS, come direttore della divisione afro-europea. In questa posizione, supervisionò il processo che ora verrebbe considerato come "intelligence nella preparazione del campo di battaglia" in supporto alla pianificazione dell'Operation Torch, l'invasione Alleata del nord Africa del 1942. (Kent, noto per il suo spirito irriverente, una volta propose che l'emblema araldico dello spesso demenziale OSS fosse "Il culo di un cavallo rampante sull'albo sociale di Boston.")
Nel dopoguerra, dopo un incarico al National War College, tornò a Yale per tre anni, durante i quali scrisse il suo classico Strategic Intelligence. La partecipazione della Cina comunista nella Guerra di Corea portò a una ricostruzione e riorganizzazione della comunità dei servizi segreti americani: nel novembre del 1950 Kent fu chiamato a Washington per assistere lo storico di Harvard William L. Langer, con cui aveva lavorato nell'OSS, nella creazione di un nuovo dipartimento della CIA, l'Office of National Estimates (ONE). Fu il successore di Langer come capo dell'ONE nel 1952 e servì in quella posizione per i successivi 15 anni, sotto quattro direttori della CIA e altrettanti presidenti degli Stati Uniti.
L'ONE era una "piccola organizzazione, consisteva in un Board of National Estimates che andava dai cinque ai dodici esperti anziani, uno staff professionista di 25-30 specialisti regionali e funzionali e uno staff di supporto." Fino al suo scioglimento, che avvenne sei anni dopo il ritiro di Kent e fu dovuto a una nuova riorganizzazione della CIA causata dallo scandalo Watergate, l'ONE stilò più di 1500 rapporti per il presidente e per le figure chiave della politica estera americana.
Kent guidò l'ONE in anni pieni di sfide e attraverso diverse crisi, tra cui la messa in accusa di uno dei suoi giovani aiutanti negli anni del maccartismo (il futuro consigliere presidenziale William Bundy), un "fallimento predittivo" durante la crisi dei missili cubani e altre "convulsioni" della Guerra fredda. All'interno della comunità dei servizi segreti statunitensi, Kent svolse il compito unico e duraturo di formalizzare le capacità analitiche e le metodologie e di incoraggiare la nascita di una letteratura dell'intelligence, per provvedere a un meccanismo che tramandasse le conoscenze e l'esperienza fra le generazioni di analisti. Sherman Kent lasciò la CIA nel 1967 e morì nel 1986. Nel 2000, la CIA fondò a suo nome una scuola dedicata al perseguimento del professionismo nell'arte e nella scienza dell'analisi d'intelligence.

## Opere
- "Electoral Procedure Under Louis Philippe" (Yale Univ.Press, 1937)
- "Writing History" (NY, 1941; 1967)
- "Strategic Intelligence for American World Policy" (Princeton University Press, 1949; 1966)
- "Words of Estimative Probability" (CIA, 1964), su cia.gov. URL consultato il 26 marzo 2010 (archiviato dall'url originale il 1º maggio 2017).
- "The Law and Custom of the National Intelligence Estimate" (CIA, 1965), su cia.gov. URL consultato il 26 marzo 2010 (archiviato dall'url originale il 1º maggio 2017).
- "The Making of an NIE" (CIA, 1967), su cia.gov. URL consultato il 26 marzo 2010 (archiviato dall'url originale il 14 maggio 2009).
- "The Theory of Intelligence" (CIA 1968), su cia.gov. URL consultato il 26 marzo 2010 (archiviato dall'url originale il 26 ottobre 2009).
- "A Boy and a Pig, But Mostly Horses" (NY, 1974) ("Recounts the adventures of three boys during the summer they spend working on a Nevada ranch in the 1920's")
- "Election of 1827 in France" (Harvard Univ.Press, 1975)
- "Reminiscences of a Varied Life" (San Rafael, CA, 1991)